# 团结遗址 (海东)
团结遗址，位于中国青海省化隆回族自治县群科镇团结村，为第四批青海省文物保护单位，公布日期为1986年5月27日，类型为古遗址。
团结遗址的历史年代为卡约文化。